# Loredana Lupo
Loredana Lupo (Palermo, 3 maggio 1978) è una politica italiana del Movimento 5 Stelle.

## Attività politica
Alle elezioni regionali in Sicilia del 28 ottobre 2012 si candida con la lista del Movimento 5 Stelle nella circoscrizione di Palermo, nella mozione di Giancarlo Cancelleri, ottenendo 851 voti di preferenza e non risultando eletta.
Viene eletta alla Camera dei deputati il 24-25 febbraio 2013 nella circoscrizione Sicilia 1. Fa parte del gruppo parlamentare del M5S dal 19 marzo 2013.
In vista delle elezioni politiche del 2018, annuncia il 3 gennaio di volersi ricandidare, ma in seguito ritira la candidatura.